# کورگز بالا
کورگز بالا نام آبادی کوچکی است در دهستان القورات از توابع بخش مرکزی شهرستان بیرجند، واقع در استان خراسان جنوبی که بر پایه سرشماری عمومی نفوس و مسکن در سال ۱۳۹۵ جمعیت این آبادی کمتر از ۳ خانوار بوده و به‌صورت دقیق درج نشده ولی بر اساس سرشماری سال ۱۳۸۵ مرکز آمار ایران، جمعیت آن بالغ بر ۱۷ نفر (۵ خانوار) بوده‌است.